# گاماپروتئوباکتریا
گاماپروتئوباکتریا (نام علمی: Gammaproteobacteria) نام یک رده از شاخه پروتئوباکتریا است. پروتئوباکتریا شاخه بزرگی از باکتری‌های گرم منفی است که شامل باکتریهای متنوعی می‌شود. همه آنها غشای خارجی لیپوپلی‌ساکاریدی دارند. اغلب تاژک دارند ولی برخی غیرمتحرکند.
گاما پروتئوباکتریا گونه‌های بسیار متنوعی را شامل می‌شوند مانند لژیونلا، ویبریو، انتروباکتریاسه، هموفیلوس، پسودومونا ، اشریشیا کلی ، پروتئوس و موراکسلا.